# Rosario María Gutiérrez Eskildsen

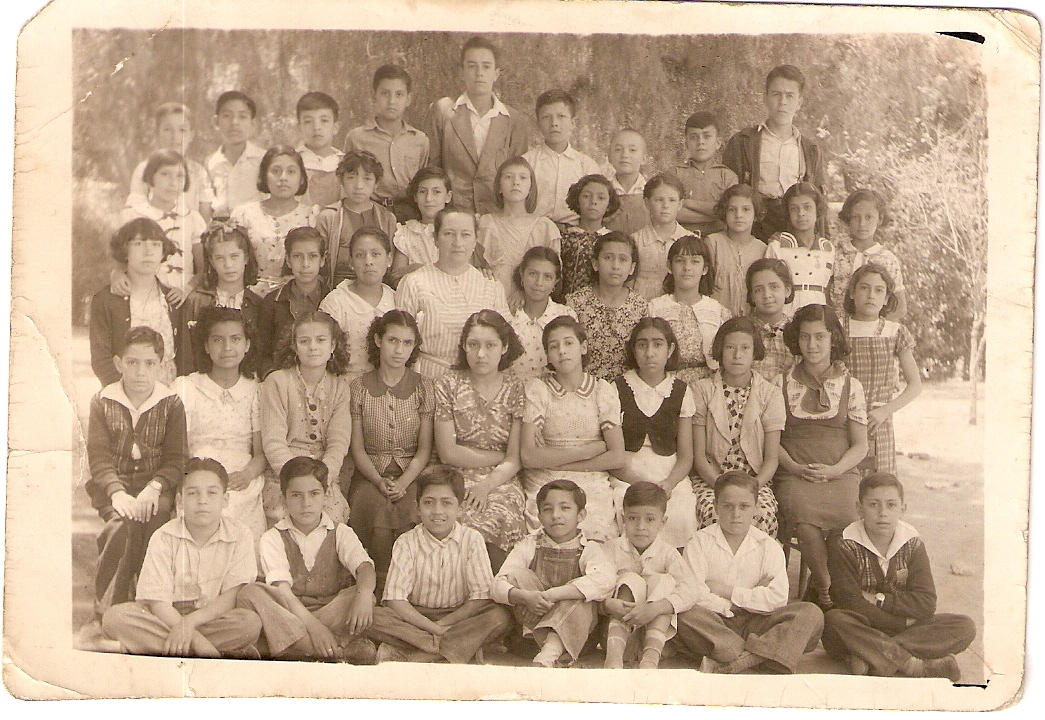
Rosario Gutiérrez Eskildsen amb un grup de Primària en la Ciutat de Mèxic, cap a 1934

Rosario María Gutiérrez Eskildsen (Villahermosa, Tabasco, 16 d'abril de 1899 - Ciutat de Mèxic, 12 de maig de 1979) fou una lexicògrafa, lingüista, educadora i poeta mexicana que és recordada pels seus estudis sobre les peculiaritats regionals de la paraula en el seu estat natal de Tabasco, així com per la seua labor pionera com a mestra i pedagoga en Tabasco i Mèxic en general. Ha estat de vegades descrita com la primera dona «professionista» de Tabasco. La comunitat de María del Rosario Gutiérrez Eskildsen en el municipi de Centla, Tabasco, duu el seu nom en el seu honor.

## Vida i obra
Va nàixer a Villahermosa (llavors coneguda com a Sant Juan Bautista) en el que llavors es deia el carrer Grijalva. Era filla d'Antonio Gutiérrez Carrils, espanyol, i Juana Eskildsen Cáceres de Gutiérrez, natural de Campeche, d'ascendència danesa. Va quedar òrfena a molt primerenca edat la primera vegada, per la mort de sa mare, i després de son pare, i dos dels seus cinc germans moriren també a curta edat. Per tal de redreçar-se econòmicament, la seua germana María del Carmen li donava lliçons de piano, mentre que ella, juntament amb el seu germà major Guillermo, venia còpies del periòdic local El Correo de Tabasco, amb el que guanyaven uns 10 centaus al dia.
Gutiérrez Eskildsen fou una estudiant dedicada durant tota la seva escolaritat, la primera part de la qual va concloure en l'Institut Juárez de Villahermosa, un col·legi fundat per l'avançat polític i educador Manuel Sánchez Mármol. El 1918, a l'edat de 19 anys, es va traslladar a la Ciutat de Mèxic per a continuar els seus estudis, on durant el dia treballava com a mestra d'escola primària i durant la nit assistia a classes a la Universitat Nacional Autònoma de Mèxic, de la qual obtení un mestratge en literatura espanyola i més tard un doctorat en lingüística espanyola. Va ser durant aquest temps quan va aconseguir guanyar la beca de postgrau del Barnard College de Lillian Emma Kimball per a estudis d'espanyol a la Universitat de Colúmbia.
Gutiérrez Eskildsen va escriure més d'una dotzena de llibres i molts més articles sobre temes relatius a la gramàtica i la lingüística en general, la dialectologia, la pedagogia de la llengua, la fonètica i la prosòdia. En particular, els estudis Sustrato y superestrato del español en Tabasco (1978) i «Cómo hablamos en Tabasco» y otros trabajos (1981) són considerats, com en el cas de les contribucions de Marcos E. Becerra i Francisco J. Santamaría, treballs pioners sobre en el camp de la dialectologia tabasquenya. També fou una àvida amant del gènere epistolar, i intercanviava correspondència assíduament amb els seus col·legues i exalumnes.
Rosario María Gutiérrez Eskildsen mai es va casar. Explicava, quan li preguntaven al respecte, que el seu desig era dedicar sa vida exclusivament als treballs educatius i de recerca. No obstant això, es va convertir inesperadament en la mare adoptiva d'un jove orfe de 17 anys, Sergio Gómez Cabello, la situació desgraciada del qual va conéixer el 1953 durant una visita a l'escola primària on va ensenyar.
Gutiérrez Eskildsen va morir en la Ciutat de Mèxic el 1979 i va ser enterrada junt el seu germà, Guillermo.

## Obra publicada
- Prosodia y fonética de Tabasco. 1934
- El habla popular y campesina de Tabasco. 1941
- Héroes civiles y mexicanos notables. 1950
- Segundo curso de lengua y literatura españolas: (unidades de trabajo). 1962
- Primer curso de español, unidades de trabajo. 1966
- Cartilla para enseñar española. 1971
- Introducción a la gramática estructural: para uso de los maestros de primera y primer grado de enseñanza media. 1974
- Información gramatical; sexto año primaria. 1974
- Segundo curso de español; unidades de trabajo. 1974
- Español, primer curso de enseñanza media, unidades por objetivos: conforme a los nuevos programas de la reforma educativa. 1976
- Español, segundo curso de enseñanza media, unidades por objetivos: conforme a los nuevos programas de la reforma educativa.1976
- Substrato y superestrato del español de Tabasco. 1978
- Cómo hablamos en Tabasco y otros trabajos. 1981